# Horatio Walpole (baron)
Horatio Walpole, 1. baron Walpole of Wolterton (ur. 8 grudnia 1678 w Houghton Hall, zm. 5 grudnia 1757) – brytyjski dyplomata. Jego ojcem był Robert Walpole z Houghton (w hrabstwie Norfolk), starszym bratem – premier, sir Robert Walpole (zm. 1745), a synem – dyplomata Robert Walpole (1736–1810).
Ród Walpole posiadał dobra w Norfolk od XII wieku. Nazwisko pochodzi od wioski Walpole. Jednym z wczesnych przedstawicieli rodziny był Ralph de Walpole, biskup Norwich w latach 1288–1299, a następnie biskup Ely od 1299 do śmierci 20 marca 1302. Do rodu należeli też trzej bracia: Edward (1560–1637), Richard (1564–1607) i Michael (1570–1624), wszyscy byli jezuitami. Innym jezuitą był Henry Walpole (1558–1595), który napisał An Epitaph of the life and death of the most famous clerk and virtuous priest Edmund Campion. Został aresztowany i torturowany do śmierci 17 kwietnia 1595.

## 1678-1721
Horatio Walpole, 1. baron Walpole of Wolterton urodził się w rodowej posiadłości Houghton i był kształcony w Eton, a potem w King’s College na Uniwersytecie Cambridge. Horatio Walpole wszedł do parlamentu w roku 1702, pozostał posłem przez 45 lat. W 1706 roku gen. James Stanhope zatrudniał go jako swego sekretarza podczas kampanii wojennej w Hiszpanii. W latach 1709–1710 był sekretarzem ambasady brytyjskiej w Hadze. W roku 1715, gdy jego brat sir Robert Walpole, został pierwszym lordem skarbu (First Lord of the Treasury), Horatio został sekretarzem skarbu (Secretary to the Treasury), a w 1716, został wysłany z misją dyplomatyczną do Hagi. Opuścił urzędy w 1717, ale wkrótce został sekretarzem lorda namiestnika Irlandii (Lord Lieutenant of Ireland) w roku 1720, a później znowu sekretarzem skarbu w roku 1721.

## 1721-1729
W roku 1722 znów został wysłany do Hagi, a w roku 1723 udał się do Paryża, gdzie w 1724 roku został oficjalnym przedstawicielem (envoy extraordinary and minister plenipotentiary). Ówczesny francuski pierwszy minister André Hercule de Fleury polubił go. Horatio pomagał bratu podtrzymać dobre stosunki z Francją. Reprezentował Wielką Brytanię na kongresie w Soissons, pomógł zawrzeć traktat sewilski (1729).

## 1730-1756
Opuścił Paryż w roku 1730, a w 1734 pojechał znów jako oficjalny reprezentant brytyjski do Hagi, gdzie pozostał do 1740, usiłując wszelkimi środkami utrzymać pokój w Europie. Mimo to był zaangażowany w sprawy Londynu, np. 1739 roku był przewodniczącym londyńskiego przytułku dla sierot Foundling Hospital.
Gdy odwołany został Robert Walpole w 1742, Horatio bronił jego polityki w Izbie Gmin i w napisanym pamflecie: The Interest of Great Britain steadily pursued. Później wydał jeszcze „Apologię” (Apology), dotyczącą jego własnych działań dyplomatycznych z okresu od 1715 do 1739 roku, a także „Odpowiedź” (Answer) na listy historiograficzne Letters on the Study and Use of History, które napisał Henry St John, 1. wicehrabia Bolingbroke (pierwsze wydanie w 1763).
W 1756 roku został mu nadany tytuł baron Walpole, of Wolterton. Wolterton było jego siedzibą w Norfolk. Zmarł 5 lutego 1757 roku.
Jego starszy syn Horatio, 2. baron (1723–1809), został earlem Orfordu w 1806, a inny syn, George Walpole (1758–1835), został generałem-majorem i w roku 1806 podsekretarzem spraw zagranicznych.